# Apriltsi
Apriltsi (en búlgaro: Априлци) es una ciudad de Bulgaria en la provincia de Lovech.

## Geografía
Se encuentra a una altitud de 513 m s. n. m. a 185 km de la capital nacional, Sofía.

## Demografía
Según estimación 2012 contaba con una población de 2 423 habitantes.
|         | 2004  | 2005  | 2006  | 2007  | 2008  | 2009  | 2010  |
| Mujeres | 1 771 | 1 722 | 1 694 | 1 660 | 1 623 | 1 604 | 1 570 |
| Varones | 1 652 | 1 655 | 1 635 | 1 604 | 1 598 | 1 603 | 1 551 |
| Total   | 3 423 | 3 377 | 3 329 | 3 264 | 3 221 | 3 207 | 3 121 |